# Buńki (Ostróda)
Buńki (deutsch Bunkenmühle) ist ein kleiner Ort in der polnischen Woiwodschaft Ermland-Masuren. Er gehört zur Gmina Ostróda (Landgemeinde Osterode in Ostpreußen) im Powiat Ostródzki (Kreis Osterode in Ostpreußen).

## Geographische Lage
Buńki am Südzipfel des Schilling-Sees (polnisch Jezioro Szeląg Mały) liegt im Westen der Woiwodschaft Ermland-Masuren, zehn Kilometer östlich der Kreisstadt Ostróda (deutsch Osterode in Ostpreußen).

## Geschichte
Das direkt am Seeufer gelegene Sägewerk Punicken Mole (nach 1477 Bunken Mühle) war bis 1945 ein Wohnplatz innerhalb der Gemeinde Baarwiese (polnisch Staszkowo) im Kreis Osterode in Ostpreußen.
Mit dem gesamten südlichen Ostpreußen kam der Ort 1945 in Kriegsfolge zu Polen und erhielt die polnische Namensform „Buńki“. Heute ist die kleine Siedlung (polnisch Osada) in das Schulzenamt (polnisch Sołectwo) Stare Jabłonki (Alt Jablonken, 1938 bis 1945 Altfinken) integriert und gehört somit zur Gmina Ostróda (Landgemeinde Osterode in Ostpreußen) im Powiat Ostródzki (Kreis Osterode in Ostpreußen), bis 1998 der Woiwodschaft Olsztyn, seither der Woiwodschaft Ermland-Masuren mit Sitz in Olsztyn (Allenstein) zugehörig.

## Kirche
Bunkenmühle war bis 1945 in die evangelische Kirche Wittigwalde (polnisch Wigwałd) in der Kirchenprovinz Ostpreußen der Kirche der Altpreußischen Union, außerdem in die römisch-katholische Kirche Osterode in Ostpreußen (polnisch Ostróda) eingepfarrt.
Heute gehört Buńki katholischerseits zur Pfarrei Stare Jabłonki (Alt Jablonken, 1938 bis 1945 Altfinken) im Erzbistum Ermland, evangelischerseits zur Kirche Ostróda in der Diözese Masuren der Evangelisch-Augsburgischen Kirche in Polen.

## Verkehr
Nach Buńki führen zwei Verbindungsstraßen (teilweise nicht ausgebaut): von Stare Jabłonki bzw. von Idzbark (Hirschberg). Die nächste Bahnstation ist Stare Jabłonki an der Bahnstrecke Toruń–Tschernjachowsk (deutsch Thorn–Insterburg).